# Ruta Estatal de Nevada 525
La Ruta Estatal de Nevada 525, y abreviada SR 525 (en inglés: Nevada State Route 525) es una carretera estatal estadounidense ubicada en el estado de Nevada. La carretera inicia en el Oeste desde la SR 531     en Carson City hacia el Este en la US 50     en Carson City. La carretera tiene una longitud de 2,1 km (1.323 mi).

## Mantenimiento
Al igual que las autopistas interestatales, y las rutas federales y el resto de carreteras estatales, la Ruta Estatal de Nevada 525 es administrada y mantenida por el Departamento de Transporte de Nevada por sus siglas en inglés Nevada DOT.